# José de Carabantes
José de Carabantes (Carabantes, 27 de junio de 1628 - Monforte de Lemos, 11 de abril de 1694) fue un sacerdote capuchino y misionero español, considerado una figura estelar entre los misioneros capuchinos de América. 

## Biografía
Su nombre de pila era José Velázquez Fresneda, que cambió por el de José de Carabantes cuando ingresó en los capuchinos en 1645. Recibió la ordenación sacerdotal en 1652.
Apóstol de cuerpo entero, se entregó con todas sus fuerzas al ministerio entre fieles al que se consideró llamado desde el momento de su ordenación sacerdotal. Sentíase atraído por la misión entre infieles. Dudaba, empero, de su capacidad y de sus fuerzas. 
Consultó con la venerable Madre Ágreda, la cual le aconsejó que no dudase de su espíritu misionero, pero que el lugar y el modo lo dejase a la obediencia religiosa, consejo al que se atuvo toda su vida.
Pocos años después, dos misioneros capuchinos de Cumaná (Venezuela) llegaron a España para defender su misión ante la Corona. El soberano no sólo aceptó aquella misión, sino que quiso potenciarla con más misioneros capuchinos, entre los que se encontraba José de Carabantes. 
En otoño de 1657 desembarcó con otro compañero en la isla Margarita, donde tuvieron que esperar la llegada de los otros misioneros. Aprovechó la ocasión para predicar en sendas misiones populares en los núcleos urbanos de Cumaná y Caracas, donde se dedicó a la predicación y a la atención de enfermos de peste.
Finalmente, se le dio la oportunidad de dedicarse a la evangelización de los caribes, cuya ferocidad era proverbial. A punto estuvo de que lo martirizasen, pero circunstancias providenciales hicieron ver a los indígenas que tenían delante a un gran hombre.
Carabantes comenzó aprendiendo su lengua, que a pesar de su dificultad consiguió dominar hasta poder escribir una gramática para otros misioneros, Ars addicendi atque docendi idiomata y un vocabulario, Lexicon, seu vocabularium verborum, adverbiorum, etc. (Madrid, 1678). Años tensos dedicados a evangelizar, fundar ciudades y penetrar tierra adentro, convirtiendo a cinco caciques. 
Su predicación, a decir de las crónicas, iba acompañada de extraordinaria ejemplaridad y de hechos taumatúrgicos, como el de haber liberado a sus neófitos de una plaga de langosta.
Tras nueve años en América tuvo que regresar a España para defender a sus misioneros, falsamente calumniados. Tanto ante la Corona como ante la corte pontificia defendió la verdad y el honor de sus misioneros. Se le agasajó y le dieron toda clase de regalos para estos últimos. A punto estaba de regresar a Venezuela cuando la obediencia religiosa dispuso que se quedase a misionar en España. Murió en Monforte de Lemos (Lugo), el 11 de abril de 1694.
Tiene introducida la causa de beatificación. Su cuerpo se conserva incorrupto hasta la actualidad.